# Panicum bergii
Panicum bergii är en gräsart som beskrevs av José Arechavaleta. Panicum bergii ingår i släktet vipphirser, och familjen gräs. Inga underarter finns listade i Catalogue of Life.